# Les Cahiers bleus (téléfilm)
Pour plus de détails, voir Fiche technique et Distribution.
Pour les articles homonymes, voir Les Cahiers bleus (homonymie).
Les Cahiers bleus est un téléfilm réalisé en 1991 par Serge Leroy, d'après la pièce de théâtre Les Voix dans la cour et le roman Le Bleu d'outre-tombe de René-Jean Clot.

## Synopsis
Odile Langlois est embauchée comme enseignante en CM1 dans une école primaire dirigée par Henri Lebel. Les enfants sont tout d'abord enchantés par l'arrivée de cette nouvelle institutrice quand un jour, la maîtresse demande aux élèves de réciter et d'illustrer le poème d'Arthur Rimbaud Le dormeur du val. Pendant le cours, l'institutrice voulait porter l'attention des élèves sur le dernier vers du poème : « Il a deux trous rouges au côté droit ». La maîtresse leur demandait alors de matérialiser ces deux taches de sang par deux petits points rouges. Pour augmenter le réalisme, un élève se pique avec une aiguille pour faire sortir son sang. Mais quand Philippe Lanosel, le père du petit Richard, découvre que les taches apparaissaient sur le cahier bleu de son fils, il se plaint tout de suite au directeur. Durant ses péripéties, Odile Langlois va faire la connaissance de Jean Castéli, le représentant syndical de l'école, joué par Tom Novembre.

## Fiche technique
- Réalisateur : Serge Leroy
- Scénario : Michel Jestin et Serge Leroy
- Image : André Domage
- Musique : Olivier Meston
- Société de production : Progéfi (Christine Gouze-Rénal)
- Format : Couleur - Son mono
- Durée : 83 minutes
- Genre : Drame

## Distribution
Source
- Évelyne Bouix : Odile Langlois, une institutrice
- Tom Novembre : Jean Castéli, un instituteur, représentant syndical de l'école
- Jean Carmet : Monsieur Lebel, le directeur de l'école
- Michel Duchaussoy : Georges Frépoint, le "champion du monde de la préparation des élèves pour l'entrée en sixième"
- Yves Collignon
- Sam Karmann : M. Lanoselle, le père d'un élève
- Nelly Borgeaud, une institutrice
- Annick Alane, une institutrice
- Marianne Groves, une institutrice
- Christian Bouillette
- Arlette Gilbert
- Alexandra Vandernoot
- Éric Viellard, le père d'un élève
- Jacqueline Guenin, la mère d'un élève
- François Caron, un instituteur